# Мариинская епархия
Марии́нская епархия — епархия Русской православной церкви, объединяющая приходы в северной части Кемеровской области (в границах Анжеро-Судженского, Тайгинского и Юргинского городских округов, а также Ижморского, Мариинского, Промышленновского, Тисульского, Топкинского, Тяжинского, Чебулинского, Юргинского, Яйского и Яшкинского районов). Входит в состав Кузбасской митрополии.

## История
26 июля 2012 года решением Священного Синода Русской православной церкви была учреждена Мариинская епархия, путём выделения её из Кемеровской епархии. В пределах Кемеровской области была образована Кузбасская митрополия, включающая в себя Кемеровскую, Мариинскую и Новокузнецкую епархии.
30 августа 2012 года на первом архиерейском совете Кузбасской митрополии кафедральными соборами епархии были определены Никольский в Мариинске и Иоанно-Предтеченский в Юрге.
Решением первого собрания духовенства епархии 8 сентября того же года епархиальное управление было размещено при соборе Рождества Иоанна Предтечи в Юрге.

## Епископы
- Епископ Иннокентий (Ветров) (с 21 августа 2012 года)

## Благочиния
- Анжеро-Судженское благочиние — протоиерей Александр Эй
- Мариинское благочиние — протоиерей Владимир Фролов
- Топкинское благочиние — иерей Алексий Соловьев
- Юргинское благочиние — протоиерей Константин Добровольский

## Храмы
- Церковь Николая Чудотворца в Итатском (1848)
- Церковь Андрея Критского в Тайге (1897)
- Кафедральный Свято-Никольский собор в Мариинске (1991), до 1937 в Мариинске был храм Николая Чудотворца
- Кафедральный собор Иоанна Предтечи в Юрге